# Матюшев, Алексей Дмитриевич
Алексей Дмитриевич Матюшев (в наградном листе и на надгробном памятник — Матюшов) (1916—1943) — советский офицер-пехотинец — участник Великой Отечественной войны, Герой Советского Союза (4.06.1944, посмертно). Майор.

## Биография

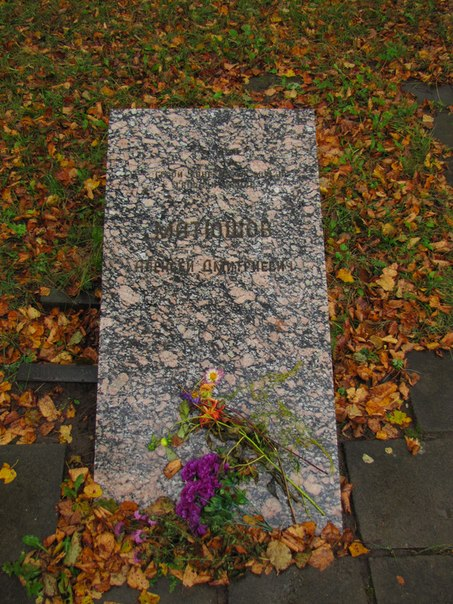
Могила Матюшева в Демидове.

Алексей Матюшев родился 21 марта 1916 года в деревне Овсище (ныне — Сенненский район Витебской области Белоруссии). Окончил семь классов школы и фельдшерское училище. В 1937 году Матюшев был призван на службу в войска НКВД СССР. В 1938 году он окончил Харьковское военное училище пограничных и внутренних войск НКВД имени Ф. Э. Дзержинского. С того же года — в запасе.
В 1941 году Матюшев повторно был призван на службу в Рабоче-крестьянскую Красную Армию. С июля того же года — на фронтах Великой Отечественной войны. Принимал участие в боях на Западном и Калининском фронтах, три раза был ранен. Участвовал в Смоленском сражении 1941 года, битве за Москву, боях подо Ржевом. В 1942 году Матюшев ускоренным курсом окончил Военную академию имени Фрунзе, после чего воевал в должности начальника штаба 940-го стрелкового полка 262-й стрелковой дивизии 43-й армии Калининского фронта. Отличился во время освобождения Смоленской области.
17 сентября 1943 года Матюшев неожиданным ударом атаковал противника силами двух рот и освободил деревню Воробьи Демидовского района, уничтожив около 200 солдат и офицеров противника при минимальных своих потерях. В бою Матюшев получил ранение, но продолжал сражаться. 18 сентября он во главе обходной группы успешно выполнил боевое задание в районе села Григорьевское, только в тот день уничтожив около 80 солдат и офицеров противника. 19 сентября группа Матюшева, продолжая рейд по тылам противника, у села Дмитраки атаковала позиции превосходящего противника, уничтожив около 100 солдат и офицеров, захватив 27 пулемётов, 4 миномёта, 12 повозок, 3 радиостанции и большое количество вооружения. В том бою во всём отряде погибло только 2 человека, одним из них был сам Матюшев. Первоначально он был похоронен на кладбище в деревне Дубна Тёмкинского района Смоленской области, но впоследствии перезахоронен в городе Демидове.
Указом Президиума Верховного Совета СССР от 4 июня 1944 года за «выполнение боевых заданий командования и проявленные мужество и героизм в боях с немецкими захватчиками» майор Алексей Матюшев посмертно был удостоен высокого звания Героя Советского Союза. Также был награждён орденами Ленина (4.06.1942, посмертно) и Красного Знамени (6.06.1942), медалью «За боевые заслуги» (12.04.1942).
В честь Матюшева названа школа на его родине.